# Chloromachia concinnata
Chloromachia concinnata är en fjärilsart som beskrevs av Arnold Pagenstecher 1888. Chloromachia concinnata ingår i släktet Chloromachia och familjen mätare. Inga underarter finns listade i Catalogue of Life.